# Усун-Кюёль (Верхнеколымский район)
Усун-Кюёль (якут. Уһун Күөл) — село в Верхнеколымском районе Республики Саха России. Административный центр и единственный населённый пункт Арылахского наслега.

## География
Усун-Кюёль расположен на берегу оз. Усун-Кюёль, в 110 км к северо-западу от улусного центра поселка Зырянка.

## История
Согласно Закону Республики Саха (Якутия) от 30 ноября 2004 года N 173-З N 353-III село возглавило образованное муниципальное образование Арылахский наслег.

## Население
| 2002 | 2010 | 2012 | 2013 | 2014 | 2015 | 2016 |
| ---- | ---- | ---- | ---- | ---- | ---- | ---- |
| 575  | ↘499 | ↘459 | ↘440 | ↘433 | ↘428 | ↘426 |
| 2017 | 2018 | 2019 | 2020 | 2021 |      |      |
| ↘423 | ↗425 | ↘414 | ↘410 | ↗414 |      |      |

## Известные уроженцы
В селе Усун-Кюель родились и выросли:
- Михайлов, Александр Михайлович (1957) — мастер спорта СССР международного класса по боксу, чемпион по боксу Приморского края, Якутской АССР, РСФСР, СССР, бронзовый призёр чемпионата мира по боксу 1978 г., заслуженный тренер Республики Саха (Якутия), почётный гражданин города Якутска.
- Слепцов, Иван Гаврилович — участник Великой Отечественной войны 1941—1945 гг., Почетный гражданин района.
- Слепцов, Петр Алексеевич — известный языковед, ученый, действительный член Нью-Йоркской АН, лауреат Государственной премии в области науки Республики Саха (Якутии), заслуженный деятель науки Республики Саха (Якутии).

## Инфраструктура, культура и экономика
В селе — центральная усадьба совхоза «Арылахский», основные отрасли производства — скотоводство, мясное ионное коневодство, оленеводство, звероводство, пушной промысел. В селе имеется детсад «Звездочка», единственная в улусе якутская национальная средняя школа, сельский дом культуры, больница в каменном варианте, имеются полублагоустроенные дома и квартальная котельная.